# Расхождение над Суругой
Расхождение над Суругой — авиационный инцидент с участием двух авиалайнеров авиакомпании Japan Airlines, произошедший в среду 31 января 2001 года в небе над побережьем залива Суруга в префектуре Сидзуока (Япония). Самолёты едва не столкнулись на пересекающихся курсах. Ситуация угрожала жизням 677 человек, что больше числа жертв крупнейшей авиакатастрофы в истории человечества — 583 человека.

## Хронология событий
В 15:36 по местному времени из Токийского международного аэропорта вылетел B747-446D с регистрационным номером JA8904, который выполнял внутренний авиарейс JAL 907 и летел в Наху. На борту находились 16 членов экипажа во главе с 40-летним капитаном Макото Ватанабэ (яп. 渡辺 誠) и 411 пассажиров. Вскоре самолёт занял эшелон 390 (39 000 футов или 11 700 метров). Тем временем наперерез ему на эшелоне 370 (37 000 футов или 11 100 метров) летел DC-10-40D с регистрационным номером JA8546, который выполнял международный рейс JAL 958 из южнокорейского аэропорта Кимхэ (город Пусан) в японский Нарита. На его борту находились 13 членов экипажа во главе с капитаном Тацуюки Акадзавой (яп. 赤沢 達幸) и 237 пассажиров.
Самолёты должны были разойтись с безопасным интервалом по высоте 2000 футов (600 метров). В 15:54 находящийся в Токийском центре управления полётами в городе Токородзава 26-летний стажёр Хидэки Хатитани (яп. 蜂谷 秀樹), который работал также с десятком других рейсов и увидел на экране пересекающиеся траектории рейсов 907 и 958, дал команду рейсу 958 (DC-10) на снижение до эшелона 350 (35 000 футов или 10 500 метров). Однако, запутавшись, он назвал неправильный номер — 907 (B747). Чуть позже, заметив, что 958 продолжает лететь на прежней высоте, стажёр дал команду данному рейсу на правый поворот. Но на борту 958-го эту команду не услышали. Руководитель стажёра, Ясуко Момии (яп. 籾井 康子), осознав опасность сложившейся ситуации, дала в эфир команду «957, начинайте подъём», хотя никакого рейса 957 в этот момент на радарах не было. А в это время система TCAS на борту B747 (рейс 907) стала давать команду на набор высоты, одновременно давая команду пилотам DC-10 (рейс 958) на снижение. Однако пилот Ватанабэ проигнорировал команды TCAS и продолжал выполнять команду диспетчера на снижение. Пилот Акадзава, действуя согласно командам системы, также начал спуск. Таким образом, оба самолёта теперь летели наперерез друг другу на одинаковых высотах.
В 15:55:02 в эфире наконец прозвучала команда рейсу 907, который в этот момент находился на высоте 36 200 футов (10 860 метров), на набор высоты и подъём до эшелона 390. Но выполнить её Ватанабэ не успел, потому что через считанные секунды он увидел летящий ему наперерез рейс 958 и полностью отдал штурвал от себя, направив 747-й резко вниз и заставив поднырнуть его под DC-10. Самолёты разошлись на расстоянии менее 100 метров. Сам Ватанабэ заявил, что разница по высоте была всего 35 футов (11 метров). Неизвестный пассажир позже в одной из передач на телеканале NHK рассказывал: «Я никогда не видел летящий самолёт так близко. Я думал, мы разобьёмся» (англ. «I have never seen a plane fly so close. I thought we were going to crash»). Студент Алекс Тёрнер (англ. Alex Turner), обучающийся в академии на территории военной базы Кадена, подсчитал, что продолжительность манёвра составила несколько секунд.
Так как к моменту пересечения самолётов бортпроводники обслуживали пассажиров, резкий манёвр Боинга привёл к опрокидыванию тележек с горячими напитками, многих бортпроводников и непристёгнутых пассажиров подбросило вверх и они ударились о потолок. Одного мальчика перекинуло через 4 ряда сидений, 54-летняя женщина сломала ногу. Всего на борту рейса 907 серьёзные травмы получили 9 человек: 2 бортпроводника и 7 пассажиров. Ещё 81 пассажир и 10 бортпроводников получили незначительные травмы — преимущественно ожоги от опрокинутых горячих напитков и ушибы. В 16:45 рейс 907 с имеющимися незначительными повреждениями вернулся и совершил аварийную посадку в Токийском аэропорту. На борту рейса 958 никто не пострадал.
Никто из находившихся в обоих самолётах не погиб.

## Последствия
На 6 часов вечера следующего дня в больницах оставались 8 пассажиров с рейса 907, 22 из первоначально госпитализированных выписаны. Впоследствии все остальные также были выписаны. Компания Japan Airlines разослала официальные извинения всем пассажирам рейса 907, причём раненым извинения переданы лично, а остальным — по почте. Также японские власти призвали Международную организацию гражданской авиации (ICAO) принять меры по предотвращению подобных происшествий в будущем. ICAO не стала проводить дальнейшего расследования. 
Но 1 июля 2002 года, через 18 месяцев после инцидента с рейсами 907 и 958, в небе над Германией в районе Боденского озера при подобных обстоятельствах столкнулись Ту-154М (Башкирские авиалинии) и Boeing 757 (DHL), в результате погиб 71 человек. Это побудило ICAO продолжить расследование инцидента в японском небе, которое оно проводило совместно с Токийским полицейским департаментом и Министерством земли, инфраструктуры, транспорта и туризма. Отчёт о расследовании опубликован 12 июля того же года.

## Суд
7 мая 2003 года Токийский полицейский департамент начал расследование в отношении диспетчеров Хидэки Хатитани и Ясуко Момии и пилота Макото Ватанабэ по подозрению в халатности при исполнении профессиональных обязанностей. Вскоре с пилота Ватанабэ обвинения были сняты, так как действовавшие на тот момент инструкции авиакомпании не давали приоритет командам TCAS над командами диспетчера. Помимо этого, TCAS начала давать команды за 50 секунд до возможного столкновения, когда у диспетчеров ещё было время исправить ситуацию. 30 марта 2004 года диспетчерам Хатитани и Момии предъявлены обвинения в халатности при исполнении профессиональных обязанностей, вследствие которой получили ранения несколько человек.
Представ в Токийском окружном суде, Хатитани и Момии, которым на тот момент было 30 и 35 лет соответственно, отказались признавать себя виновными. Адвокат диспетчеров настаивал на том, что в произошедшем виноваты сами пилоты. 9 сентября 2004 года прошли предварительные слушания, после чего до 16 ноября 2005 года были проведены 12 испытаний с моделированием произошедшего инцидента. По их результатам обвинение заявило, что подсудимые пренебрегли требованием о правильном разведении двух самолётов, давали неправильные указания, а руководительница не смогла исправить ошибку стажёра. В ответ защита утверждала, что неверные команды не сразу привели к опасности столкновения, существующие инструкции относительно TCAS не были надлежащими, а в бортовом навигационном компьютере некоторые опорные точки для построения маршрута (CNF, они вводятся не пилотами, а производителем) были введены с ошибками.
В 2006 году прокурор потребовал для Хатитани 1 год тюремного заключения, а для Момии — 1,5 года. Прошедший 20 марта того же года суд под председательством судьи Хисахару Ясуи (яп. 安井 久治) признал их невиновными, посчитав, что стажёр не мог предвидеть опасность и что путаница в номерах рейсов не имела причинно-следственной связи с инцидентом. При этом судья Хисахару Ясуи отметил, что преследование пилотов и диспетчеров в данном случае является «неподходящим». 31 марта Токийский окружной прокурор подал апелляцию в Главный Токийский суд. В том же году японское правительство приняло решение о выделении Japan Airlines и Tokio Marine & Nichido Fire Insurance в общей сложности 82,4 миллионов иен, чтобы дать возможность выплатить компенсации пострадавшим.
11 апреля 2008 года Главный Токийский суд, после рассмотрения апелляции, отменил решение 2006 года, признав диспетчеров Хатитани и Момии виновными. Председательствующий судья Кен Суда (яп. 須田 賢) приговорил 33-летнего Хатитани к лишению свободы на 1 год, а 39-летнюю Момии к лишению свободы на 1 год и 6 месяцев, оба приговора вынесены с отсрочкой исполнения на три года. Судья пояснил, что путаница номеров рейсов является «элементарной ошибкой». Представляющие диспетчеров адвокаты подали апелляцию, но 26 октября 2010 года Верховный суд её отклонил.